# حسن تبریزی
حسن تبریزی سیاست‌مدار ایرانی بود، که در  دوره بیست و یکم   بعنوان نماینده میاندوآب در مجلس شورای ملی حضور داشت.